# Hamadan Airport
Hamadan Airport är en flygplats i Iran. Den ligger i den nordvästra delen av landet, 280 km väster om huvudstaden Teheran. Hamadan Airport ligger 1 754 meter över havet.
Terrängen runt Hamadan Airport är huvudsakligen platt, men österut är den kuperad. Runt Hamadan Airport är det ganska tätbefolkat, med 199 invånare per kvadratkilometer. Närmaste större samhälle är Pasragad Branch, 12,5 km sydväst om Hamadan Airport. Trakten runt Hamadan Airport består i huvudsak av gräsmarker.